# Níkos Dímou
 (septembre 2019).
 (septembre 2019).
Níkos Dímou (grec moderne : Νίκος Δήμου), né à Athènes en 1935, est un philosophe, journaliste, poète, photographe et polémiste grec. 
Il est devenu célèbre en 1975 en publiant un livre écrit pendant la dictature des colonels, Du malheur d’être Grec (Payot, 2012), où, en quelque 200 aphorismes, il auscultait l'identité fragile et le malaise de la Grèce moderne.

## Biographie
Níkos Dímou étudie les Lettres Françaises à l'Université d'Athènes et la philosophie à l'Université de Munich[réf. souhaitée]. Il publie son premier livre à l'âge de dix-huit ans[réf. souhaitée].
En 1962, il commence à travailler dans la publicité en tant que rédacteur et trois ans plus tard il fonde sa propre entreprise qui a, entre autres, des initiatives politiques (par exemple, Je n’oublie jamais au sujet de la tragédie en Chypre). En 1983, il se retire de toute entreprise commerciale afin de se consacrer à l'écriture.
Níkos Dímou entame en 1979 sa carrière de journaliste en contribuant à des magazines d'actualités, de photographie, de technologie et de voiture, ainsi qu'en proposant une émission à la télévision grecque (Mια Ταινία - Μία Συζήτηση: Un film-Un débat). Il revient à la télévision en 1987 avec l'émission Διάλογοι (Dialogues)[réf. nécessaire]. Il a également dirigé Περιπέτειες Ιδεών (Aventures d'idées, 1991) et Mεγάλες παρεξηγήσεις (Gros malentendus, 1999)[réf. nécessaire]. Il fait aussi partie de l'équipe à l'origine de la station municipale Athènes 98.4 FM et, plus tard, il a une émission sur le Troisième Programme de la radio publique ERA[réf. nécessaire].
Níkos Dímou a publié plus de 60 livres principalement de littérature, mais aussi des essais (comme Aπολογία ενός ανθέλληνα-Défense d'un anti-hellène et Μικρό εγχειρίδιο ορθολογισμού (και ανορθολογισμού)-Petit manuel de rationalité (et d'irrationalité)). Il a réalisé des travaux photographiques, publié deux albums de photos et présenté trois expositions[réf. nécessaire]. Pendant sept ans, il fut chroniqueur dans le magazine Lifo.
Ses livres sont traduits en dix langues[réf. nécessaire].